# Philippe Gille

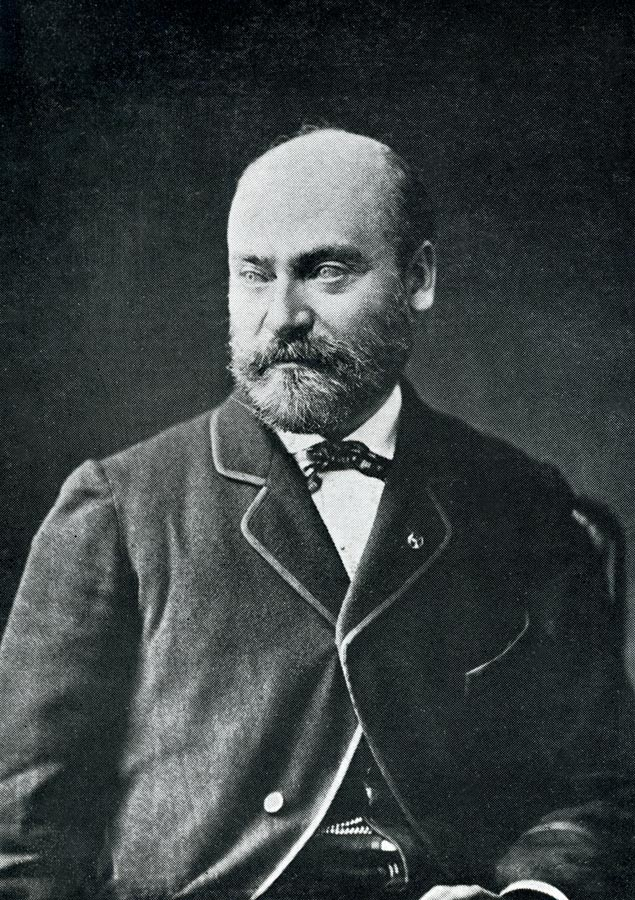
Philippe Gille

Philippe Gille (sprich schīl') (* 10. Dezember 1831 in Paris; † 19. März 1901 ebenda) war ein französischer Bühnendichter und Publizist.

## Leben
Zunächst war Gille als Bildhauer tätig. Schon bald schrieb er auch Text für die Bühnendarstellung, oft zusammen mit Labiche, Meilhac oder Gondinet. Seine Operette Vent du Soir für Jacques Offenbach (1856) wird heute in der Fassung von Johann Nestroy, Häuptling Abendwind oder Das gräuliche Festmahl, oft gespielt. Weiterhin bekannt wurden insbesondere seine Libretti, die 1883 mit Gondinet für Delibes Oper Lakmé und 1884 mit Meilhac für die Oper Manon von Massenet entstanden.
Der Text für den Einakter Les Charbonniers, für den Coste (1877) und »Camille« (1890) die Musik schrieben. stammt allein von ihm. Gille schrieb Kritiken für den Literaturteil des Figaro, in denen er sich seit 1875 gegen den Naturalismus aussprach, und die später erneut in mehreren Sammelbänden veröffentlicht wurden, darunter in Battaille littéraire (1889–1891, vier Bände, Band 1 umfasst 1875–1878), Causeries sur l'art et les artistes (1894) und Causeries du mercredi (1897). Für den Figaro schrieb er unter dem Pseudonym „Le Masque“ auch Theaterchroniken.
Philippe Gille war mit einer Tochter des Komponisten Victor Massé (1822–1884) verheiratet und hatte mit ihr einen Sohn; Victor Gille (1884–1964), der später Musiker wurde.

## Ehrungen
- 28. Januar 1882 Ritter der Ehrenlegion
- 29. Oktober 1889 Offizier der Ehrenlegion
- 1899 Berufung in die Académie des Beaux-Arts

## Werke (Auswahl)
- mit Labiche: Les 30 millions de gladiator, 1875
- Les charbonieres, 1877 (Musik von Coste)
- mit Gondinet: Jean de Nivelle, 1880 (Musik von Delibes)
- mit Gondinet: Lakmé, 1883 (Musik von Delibes)
- mit Meilhac: Le mari à Babette, 1881 (Lustspiel)
- mit Meilhac: Ma camarade, 1883 (Lustspiel)
- L'herbier, 1887 (Gedichte)
- Battaille littéraire, 1889–91 (über Literatur)
- mit Meilhac: Kassya, 1893 (Musik von Delibes und Massenet)